# Peter Simonischek
Peter Simonischek , né le 6 août 1946 à Graz (Autriche) et mort le 30 mai 2023 à Vienne (Autriche), est un acteur autrichien.

## Biographie
Peter Simonischek passe son enfance à Markt Hartmannsdorf, commune autrichienne du district de Weiz en Styrie, où son père était dentiste. Il étudie l'architecture à l'Université technique de Graz. En même temps, sous la pression de son père, il commence sa formation de prothésiste dentaire, mais ne la termine pas.
Pendant son séjour à l'université, il s'intéresse au théâtre et il s'inscrit à l'université de musique et des arts du spectacle de Graz (Universität für Musik und darstellende Kunst Graz). Après ses études, il commence sa carrière d’acteur à Saint-Gall, à Berne et au Schauspielhaus de Düsseldorf. De 1979 à 1999, il est membre de la Schaubühne de Berlin sous la direction de Peter Stein puis d'Andrea Breth. Peter Simonischek est membre de l'Ensemble du Burgtheater de Vienne depuis la saison 1999/2000. Il participe à de nombreuses pièces de Friedrich Schiller, Heinrich von Kleist, Henrik Ibsen, Odon von Horvath, Jon Fosse ou Albert Ostermaier .
Dès 1982, il tient des rôles principaux au Festival de Salzbourg. De 2002 à 2009, il a le rôle principal dans Jedermann de Hugo von Hofmannsthal.
En plus de sa carrière théâtrale, Peter Simonischek tient des rôles principaux également au cinéma, comme dans le long métrage de Maren Ade, Toni Erdmann, en 2016. Pour ce rôle, la même année, il a été le premier acteur autrichien à remporter le prix du cinéma européen, catégorie meilleur acteur .
Il joue également dans des séries télévisées telles Derrick , Le Renard et dans Hélicops où il tient dans 35 épisodes le rôle secondaire le directeur du groupe Hagen Dahlberg.
Divorcé de l’actrice Charlotte Schwab, avec qui il a un fils, Maximilian Simonischek, également acteur, Peter Simonischek épouse l'actrice Brigitte Karner le 26 août 1989. De ce mariage, il a deux fils qui ont reçu leur formation musicale auprès des Petits Chanteurs de Vienne.

## Filmographie partielle

### Au cinéma
- 1988 : Trois sœurs (Paura e amore) de Margarethe von Trotta : Massimo
- 1989 : Sukkubus - den Teufel im Leib de GeorgTressler: Senn
- 1990 : Der Berg de Markus Imhoof: Gregor Kreuzpointner
- 1991 : Erfolg de Franz Seitz: Dr Martin Krüger
- 1993 : Krücke de Jörg Grünler: Ferdi
- 1994 : Tief oben de Willi Hengstler: Gasteiger
- 1998 : Assignment Berlin de Tony Randel : Manfred Brumm
- 1998 : Liebe deine Nächste! de Detlev Buck: Le suicidaire
- 2002 : Gebürtig de Robert Schindel et Lukas Stepanik : Hermann Gebirtig
- 2003 : Hierankl de Hans Steinbichler: Goetz Hildebrand
- 2006 : Entfernungen d’Alexander Stecher: Boss
- 2008 : Mozart in China de Bernd Neuburger et Nadja Seelich : Peter - le père de Danny
- 2012: Ludwig II. de Marie-Noëlle et Peter Sehr,: Ludwig von der Pfordten
- 2013 : Rouge rubis (Rubinrot) de Felix Fuchssteiner : le comte de Saint-Germain
- 2013 : Oktober November de Götz Spielmann : le père
- 2014 : Biest de Stefan Müller : Jäger
- 2014 : Bleu saphir (Saphirblau) de Felix Fuchssteiner et Katharina Schöde : le comte de Saint-Germain
- 2016 : Lou Andreas-Salomé de Cordula Kablitz-Post : Gustav von Salomé
- 2016 : Toni Erdmann de Maren Ade : Winfried Conradi / Toni Erdmann
- 2016 : Le Monde des Wunderlich de Dani Levy : Walter Wunderlich
- 2016 : Vert émeraude : (Smaragdgrün) de Felix Fuchssteiner : le comte de Saint-Germain
- 2018 : Kursk de Thomas Vinterberg : l’amiral Gruzinskiy
- 2021 : Army of Thieves de Matthias Schweighöfer
- 2023 : L'Homme mesuré de Lars Kraume

### À la télévision
- 1990 : Derrick : Guerre d’industrie (Tödliches Patent) : le Dr Curtius
- 1996 : Stockinger : Salzburger Kugeln : un des acteurs (non nommé)
- 1996 : Une équipe de choc : Eins zu Eins : Berger
- 1998 : Speer de Klaus Maria Brandauer : un fonctionnaire de la RDA (téléfilm)
- 1998-2001 : Helicops (Helicops, Einsatz über Berlin) : le directeur du groupe Hagen Dahlberg (série télévisée, 35 épisodes)
- 2006 : Tatort: Der schwedische Freund: Bo Johansson
- 2008: Bella Block: Falsche Liebe : Bernhard Hansen
- 2011 : Le Renard : Ein passender Tod : Ferdinand Lamsen
- 2011: Liebesjahre de Matti Geschonneck: Uli
- 2012: Bella Block : Unter den Linden: Carlo Lenz
- 2013: Bella Block : Hundskinder : Carlo Lenz
- 2013: Bella Block : Angeklagt : Carlo Lenz
- 2021: Une femme dans l'ombre: An seiner Seite de Felix Karolus: Walter Kler

## Distinctions
- 1989: Le prix de la critique allemande (Deutscher Kritikerpreis), catégorie théâtre [5]
- 1998: Membre de l’Académie allemande des arts et du spectacle (Deutschen Akademie der Darstellenden Künste) [6]
- 1999: L'insigne d'honneur autrichien et croix d'honneur autrichienne pour la science et l'art (Österreichisches Ehrenkreuz für Wissenschaft und Kunst)[5]
- 2001: L’insigne d'honneur de l'État de Styrie (Goldenes Ehrenzeichen des Landes Steiermark)
- 2003: La Grande médaille d'or d'honneur de l'État de Styrie (Großes Goldenes Ehrenzeichen des Landes Steiermark) [7]
- 2003: Le prix de la radio de l’ORF (ORF-Hörspielpreis)
- 2004: Membre de l’Académie des Arts de Berlin (Mitglied der Akademie der Künste Berlin)
- 2006: Prix d'or du mérite de l'État de Vienne (Goldenes Verdienstzeichen des Landes Wien)
- 2008: Le prix du livre audio allemand (Deutscher Hörbuchpreis), meilleur interprète, pour Le Maître du jugement dernier (Der Meister des Jüngsten Tages) de Leo Perutz
- 2010: Le prix du livre audio allemand (Deutscher Hörbuchpreis), catégorie meilleure information (avec Gert Voss) pour Briefwechsel de Thomas Bernhard et Siegfried Unseld [8]
- 2012: Le prix Adolf-Grimme pour Liebesjahr [9]
- 2016: L’International Actors Award du Film Festival Cologne
- 2016: Prix d’interprétation au Festival du nouveau cinéma de Montréal pour Toni Erdmann [10]
- 2016 : Kammerschauspieler
- 2016: prix du cinéma européen, catégorie meilleur acteur pour Toni Erdmann
- 2017: prix Ernst-Lubitsch pour Toni Erdmann
- 2017: prix du cinéma autrichien, catégorie meilleur acteur pour Toni Erdmann
- 2017: Romy de platine pour l’ensemble de son œuvre
- 2017: Deutscher Filmpreis, catégorie meilleur acteur principal pour Toni Erdmann
- 2017: l’Autrichien de l’année (Österreicher des Jahres), décerné par Die Presse et l’ORF, catégorie patrimoine culturel [11]
- 2018: prix de l’acteur allemand (Deutscher Schauspielpreis), prix d’honneur pour l’ensemble de son œuvre  [12]
- 2019: membre d’honneur du Burgtheater de Vienne [13]